# Ephialtias
Ephialtias là một chi bướm đêm thuộc họ Notodontidae. Nó bao gồm các loài sau:
- Nhóm loài abrupta:
  - Ephialtias abrupta (Hübner, 1806)
  - Ephialtias choba (Druce, 1899)
  - Ephialtias consueta (Walker, 1854)
  - Ephialtias dorsispilota Warren, 1905
  - Ephialtias monilis (Hübner, 1806)
  - Ephialtias pseudena (Boisduval, 1870)
  - Ephialtias velutinum (Butler, 1878)
- Nhóm loài bryce:
  - Ephialtias bryce (Walker, 1854)
  - Ephialtias draconis (Druce, 1885)
  - Ephialtias tenuifascia (Prout, 1918)